# Lubomyrka (obwód winnicki)
Lubomyrka (ukr. Любомирка, hist. pol. Lubomirka) – wieś na Ukrainie, w obwodzie winnickim, w rejonie hajsyńskim, w hromadzie Olhopol. W 2001 liczyła 971 mieszkańców, spośród których 949 wskazało jako ojczysty język ukraiński, 20 rosyjski, a 2 mołdawski